# Budismo en Asia Central

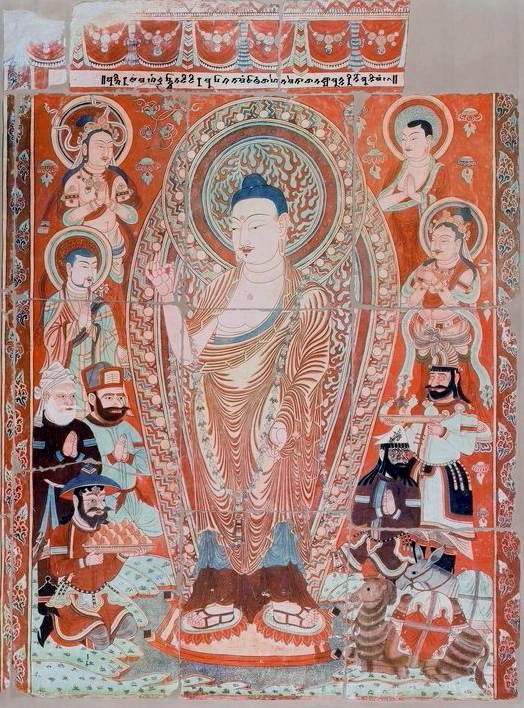
Escena de Pranidhi, templo 9 (Cueva 20). Cuevas de Bezeklik.

Budismo en Asia Central se refiere a las formas de budismo que existían en Asia Central, que históricamente prevalecían en especial a lo largo de la Ruta de la Seda. La historia del budismo en Asia Central está estrechamente relacionada con la transmisión del budismo por la Ruta de la Seda durante el primer milenio de la era común, como se cuenta en un relato semi-legendario de una embajada enviada al oeste por el emperador chino Ming de Han (58–75 d. C.):

Se puede suponer que los viajeros o peregrinos trajeron el budismo a lo largo de las rutas de la seda, pero si esto ocurrió por primera vez desde el primer momento en que esas carreteras estaban abiertas, cerca del año 100 a.C., debe permanecer abierta la pregunta. Las primeras referencias directas al budismo se refieren al siglo I d.C., pero incluyen elementos hagiográficos y no son necesariamente confiables o precisos.

## Historia

### Grupos monásticos
Varias escuelas budistas primitivas han sido históricamente predominantes en toda Asia Central. Diversos eruditos del período distinguen tres fases principales de las actividades misioneras observadas en la historia del budismo en Asia Central, que están asociadas con las siguientes escuelas o sectas (en orden cronológico):
1. Dharmaguptaka
2. Sarvastivada
3. Mulasarvastivada

El Dharmaguptaka hizo más esfuerzos que cualquier otro grupo para extender la enseñanza de Gautama Buddha fuera de la India, en áreas como Afganistán, Asia Central y China, y tuvieron gran éxito en hacerlo.  Por lo tanto, la mayoría de los países que adoptaron el budismo de China, también adoptaron el Dharmaguptaka vinaya y la ordenación por el linaje para bhikṣus y bhikkhunis. Según el investigador de indología Anthony Kennedy Warder, de alguna manera en aquellos países de Asia oriental, se puede considerar que la secta Dharmaguptaka ha sobrevivido hasta el presente. Warder además escribe:

Fueron los Dharmaguptaka los primeros budistas en establecerse en Asia Central. Parece que han llevado a cabo un vasto movimiento en círculos a lo largo de las rutas comerciales desde Aparānta hacia el noroeste de Irán y, al mismo tiempo, hacia Oddiyana (el valle del río Swat o Suvastu, al norte de Gandhara, que se convirtió en uno de sus principales centros). Después de establecerse tan al oeste como Partia, siguieron la «ruta de la seda», el eje este-oeste de Asia, hacia el este a través de Asia Central y hacia China, donde establecieron efectivamente el budismo en los siglos II y III d.C. Las sectas Mahīśāsaka y Kāśyapīya parecen haberlos seguido a través de Asia hacia China. [...] Para el período anterior del budismo chino fueron los dharmaguptakas quienes constituyeron la escuela principal y más influyente, e incluso más tarde su Vinaya siguió siendo la base de la disciplina monástica regular.

En el siglo VII, el monje Yi Ching agrupó a Mahīśāsaka, Dharmaguptaka y Kāśyapīya como subsecciones de Sarvastivada, y declaró que estas tres no estaban presentes en las «cinco partes de la India», sino que estaban ubicadas en algunas partes de Oddiyana, Khotan y Kucha.

### Budismo griego

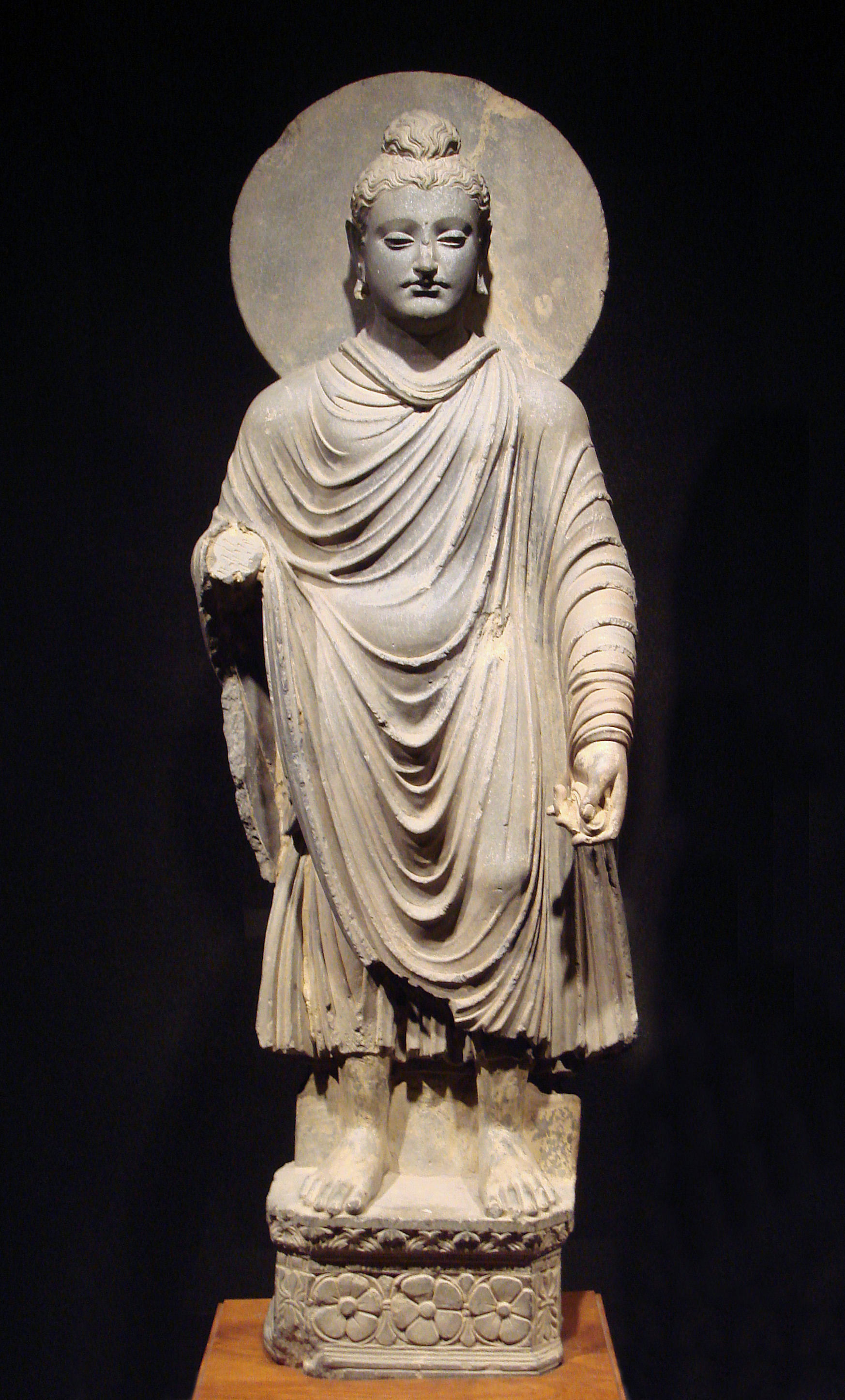
Imagen de Buda en estilo grecobudista, Museo Nacional de Tokio.

El budismo en Asia Central tuvo sus comienzos con el sincretismo entre la filosofía clásica de Grecia occidental y el budismo indio original en los reinos helenísticos que sucedieron al imperio creado por Alejandro Magno (el Reino grecobactriano 250 - 125 a. C. y el Reino indogriego 180 a. C. - 10 d. C.) que abarcó ampliamente el actual Afganistán, Uzbekistán y Tayikistán. El último imperio kushán adoptó el alfabeto griego (o idioma bactriano), las formas arquitectónicas y la acuñación del arte greco-budista, así como la religión grecobudismo que surgió y se desarrolló en estos reinos helenísticos.
Las primeras representaciones antropomorfas del propio Buda Gautama a menudo se consideran un resultado de la interacción greco-budista. Antes de esta innovación, el arte budista era anicónico: el Buda únicamente estaba representado a través de sus símbolos —un trono vacío, el árbol de Bodhi, las huellas de Buda, la rueda del dharma—. Esta reticencia hacia las representaciones antropomorfas del Buda y el desarrollo sofisticado de los símbolos anicónicos para evitarlo —incluso en escenas narrativas donde aparecerían otras figuras humanas—, parecen estar conectadas a uno de los dichos del Buda, informado en la Digha-nikaya, que desalentaba las representaciones de sí mismo tras la extinción de su cuerpo.

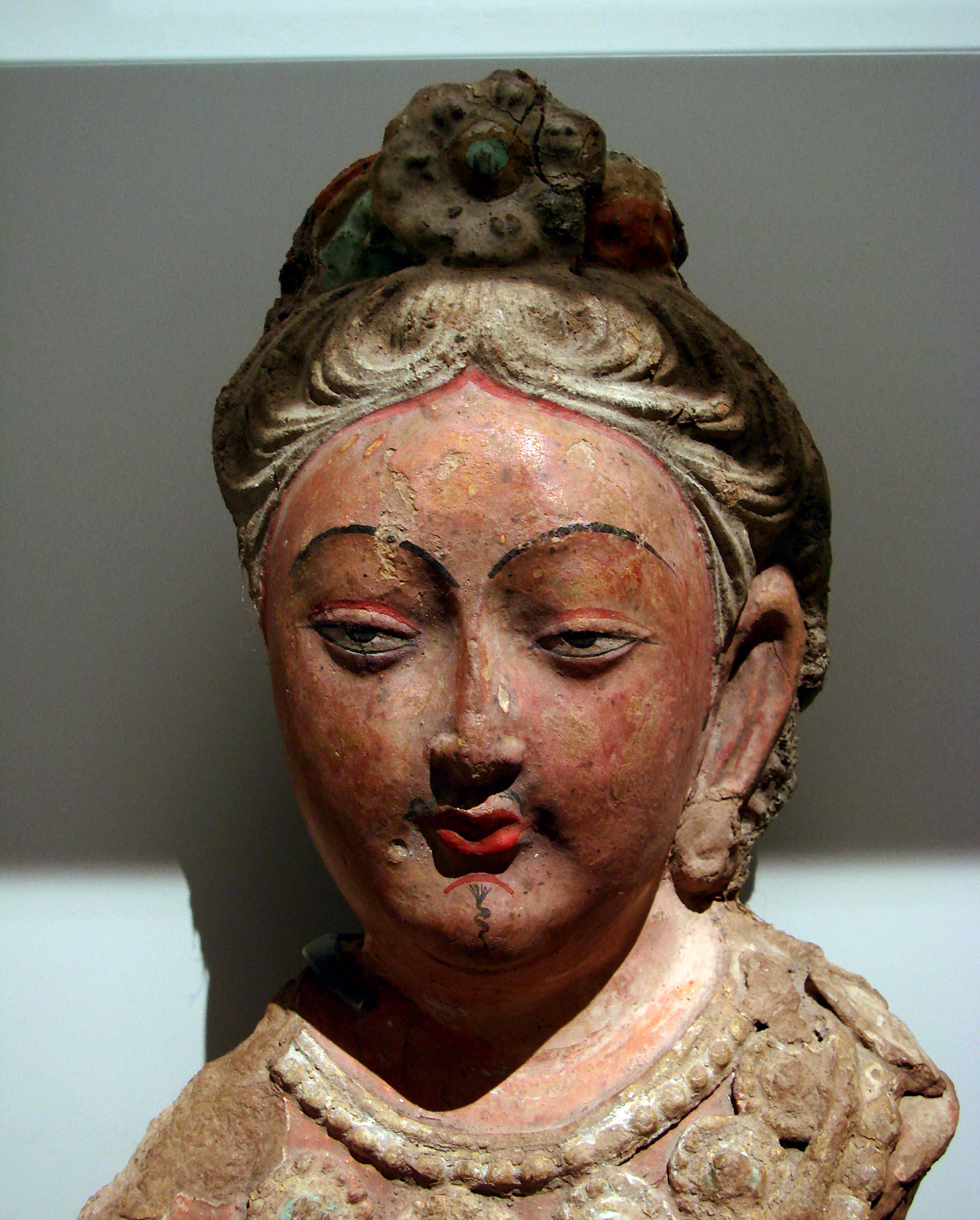
Busto de un bodhisattva de Kucha, Siglos VI-VII. Museo Guimet.

Probablemente sin sentirse obligados por estas restricciones, y debido a «su culto a la forma, los griegos fueron los primeros en intentar una representación escultórica de Buda». En muchas partes del Mundo Antiguo, los griegos desarrollaron divinidades sincréticas, que podrían convertirse en un foco religioso común para poblaciones con diferentes tradiciones: un ejemplo bien conocido es el dios sincrético Serapis, introducido por Ptolomeo I en Egipto, que combinaba aspectos de los dioses griegos y egipcios. También en la India era natural que los griegos crearan una única divinidad común combinando la imagen de un rey dios griego —el dios solar Apolo, o posiblemente el deificado fundador del reino indogriego, Demetrio I de Bactriana—, con los atributos tradicionales del Buda.
Muchos de los elementos estilísticos de estas primeras representaciones de Buda apuntan a la influencia griega: la himatión griega —una ligera toga ondulada que cubre ambos hombros —los personajes budistas siempre están representados con un taparrabos dhoti antes de esta innovación—, el halo, la postura del contrapposto de las figuras erguidas, el estilizado pelo rizado mediterráneo y el moño superior aparentemente derivado del estilo del Apolo del Belvedere (330 a. C.), y la calidad mesurada de los rostros, todo ello con un fuerte realismo artístico que fueron esculpidos usando la técnica griega específica de hacer las manos y a veces los pies en mármol para aumentar el efecto realista, y el resto del cuerpo en otro material. Foucher consideraba especialmente a los Budas helenísticos independientes como «los más bellos, y probablemente los más antiguos de los Budas», asignándolos al siglo I a. C., y convirtiéndolos en el punto de partida de las representaciones antropomórficas de Buda .

### Imperio kushán

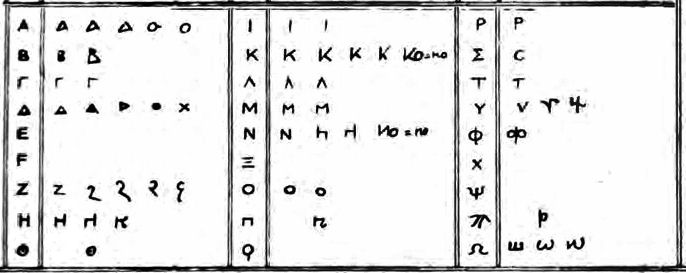
Alfabeto griego (columnas estrechas) con adaptación al idioma bactriano (columnas anchas).

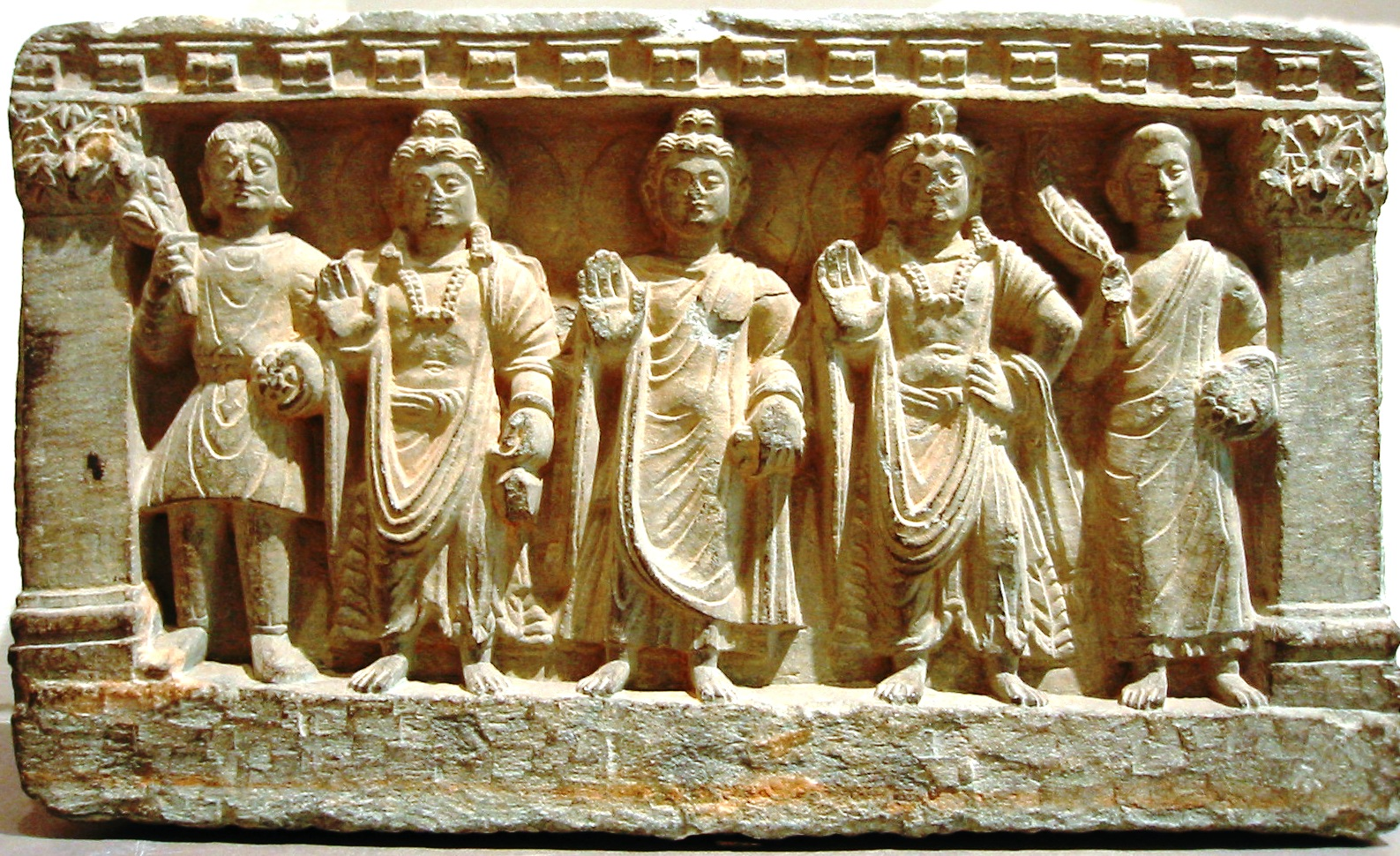
Tríada budista mahayana primitiva. De izquierda a derecha, un devoto de Kushán, Maitreya, el Buda, Avalokitesvara, y un monje budista. Siglos y, Gandhara.

Al principio de la dinastía Kushan (alrededor del año 30), varios sistemas religiosos estaban muy extendidos en Asia Central. Estos incluían el culto a Anahit (originario de Armenia); el zoroastrismo, incluidos los cultos de Mitra, Ormuzd, Verethragna y (especialmente en Corasmia y los sogdianos Siyavash), así como el panteón griego, incluido Zeus, y Helios.
Según las crónicas chinas, el budismo llegó a China en 147 de los kushans —que eran conocidos en China por un exónimo chino más antiguo: el Gran Yuezhi— y el trabajo de los misioneros de Kushán resultó en la adopción del budismo como religión oficial de la corte del emperador chino, el emperador Huan de Han (cuyo reinado va desde el año 146 hasta el 168).

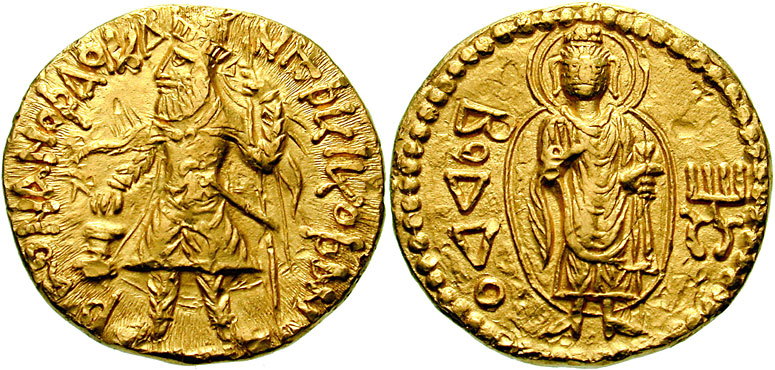
Moneda de oro del rey Kanishka I, con una representación del Buda, con la leyenda «Boddo» en escritura griega.

A mediados del siglo II, el imperio Kushán bajo Kanishka I se expandió a Asia Central y llegó a tomar el control de Kashgar, Khotan y Yarkand, en la cuenca del Tarim, el Xinjiang moderno. Como consecuencia, los intercambios culturales aumentaron enormemente, y los misioneros budistas de Asia Central se hicieron activos poco después en las capitales chinas de Luoyang y a veces en Nanjing, donde se distinguieron particularmente por su trabajo de traducción. Ellos promovieron tanto las escrituras de Hīnayāna como las de Mahāyāna.
Mientras tanto, los seguidores del budismo habían sido expulsados de Persia en los siglos II y III; pero encontraron una sólida base de apoyo precisamente en Asia Central, donde la enseñanza del «Maestro Gautama» se practicó ampliamente.

### Khotan
El antiguo Reino de Jotán fue uno de los primeros estados budistas del mundo y un puente cultural a través del cual la cultura y el aprendizaje del budismo se transmitieron de la India a China. Su capital estaba ubicada al oeste de la moderna ciudad de Jotán . Los habitantes del Reino de Khotan o Jotán, como los de los primeros de Kashgar y de Yarkand, hablaban el idioma saka iraní.
La evidencia disponible indica que las primeras misiones budistas a Jotán fueron llevadas a cabo por la secta Dharmaguptaka:

... el jotán Dhammapada —una escritura sagrada budista en verso tradicionalmente atribuida a Buda Gautama—, algunos dispositivos ortográficos del idioma jotanés y las palabras de préstamo todavía no tramadas sistemáticamente del gandhari en jotanés traicionan indiscutiblemente que las primeras misiones en Jotán incluían Dharmaguptakas y usaron una escritura de karosti para escribir el gandhari. Ahora todos los demás manuscritos de Jotán, y especialmente todos los manuscritos escritos en jotanés, que pertenecen al Mahayana, están realizados en escritura Brahmi, y fueron traducidos del sánscrito.

En el siglo III, parece que algunos textos de Mahayana eran conocidos en Jotán, según informó el monje chino Zhu Shixing 行 行 (fallecido después del 282):

Cuando en el año 260, el monje chino Zhu Shixing decidió ir a Jotán en un intento de encontrar «sūtras» sánscritos originales, logró localizar el sánscrito Prajnaparamita en 25.000 versos, e intentó enviarlo a China. En Jotán, sin embargo, hubo numerosos Hīnayānists que intentaron evitarlo porque consideraban que el texto era heterodoxo. Finalmente, Zhu Shixing se quedó en Jotán, pero envió el manuscrito a Luoyang donde fue traducido por un monje jotanés llamado Mokṣala. En el 296, el monje jotanés Gītamitra llegó a Chang'an con otra copia del mismo texto.

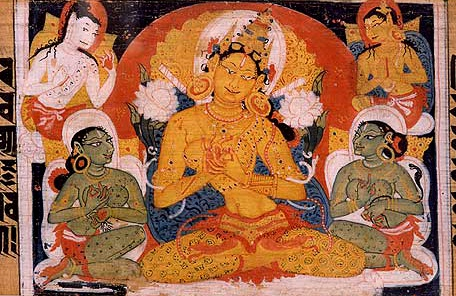
Prajnaparamita personificado. Desde el sutra Astasahasrika Prajnaparamita.

Cuando el monje chino Fa Xian viajó a través de Jotán, registró que todos allí eran budistas. Según sus relatos, había catorce monasterios principales, y se alojó en el más importante de ellos, el monasterio de Gomatī, que albergaba a 3.000 monjes de Mahayana. Cuando Xuanzang viajó más tarde a través de Jotán en el siglo VII, escribió que el rey salió a saludarlo personalmente en la frontera. Fue escoltado a la capital, y se alojó en un monasterio de la secta Sarvastivada. Xuanzang registra que había unos 100 monasterios, que albergan a un total de 5000 monjes que estudiaron la Mahayana.

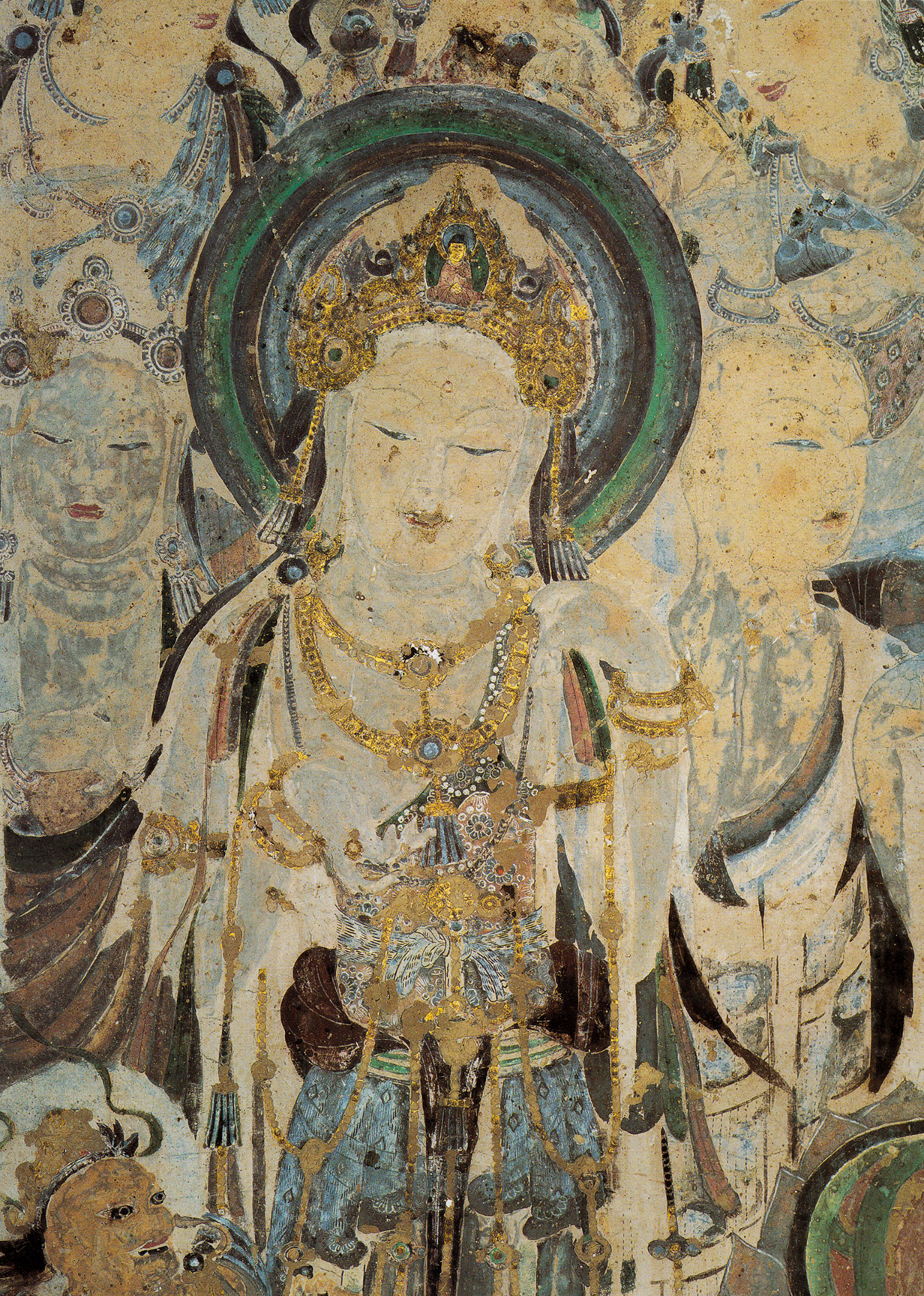
Cuevas de Mogao n.º 57 Originalmente adornado con pan de oro. Dinastía Tang temprana.

Un manuscrito en tibetano llamado Los Anales Religiosos de Jotán fue encontrado en Dunhuang, y puede datar de algún momento del siglo VIII. Describe la aparición inicial del budismo en Jotán, incluyendo las ocho principales deidades tutelares, los «auto-originados bodhisattva»s del país, y una descripción de las principales reglas de los sravakas y el Mahayana, aunque se le da preeminencia al Mahayana. Los sravakas son representados como entrando al Dharma a través de las Cuatro Nobles Verdades, mientras que los bodhisattvas de Mahayana son representados como entrando a través de la no-conceptualización y el Śūraṃgama sūtra samadhi.
Después de la Dinastía Tang, Jotán formó una alianza con los gobernantes de Dunhuang. Jotán disfrutaba de estrechas relaciones con el centro budista de Dunhuang: la familia real jotanesa se casó con las élites de Dunhuang, visitó y patrocinó el complejo del templo budista de Dunhuang, y donó dinero para que pintaran sus retratos en las paredes de las cuevas de Mogao. A lo largo del siglo X, los retratos reales jotaneses fueron pintados en asociación con un número creciente de deidades en las cuevas.
La dinastía indígena de Jotan —todos cuyos nombres reales son de origen indio— gobernó una ciudad-estado fervientemente budista que se jactaba de tener unos 400 templos a finales del siglo IX / principios del siglo X , cuatro veces el número registrado por Xuanzang alrededor del año 630. El reino budista era independiente pero estaba intermitentemente bajo control chino durante las dinastías Han y la Tang.

### Shanshan

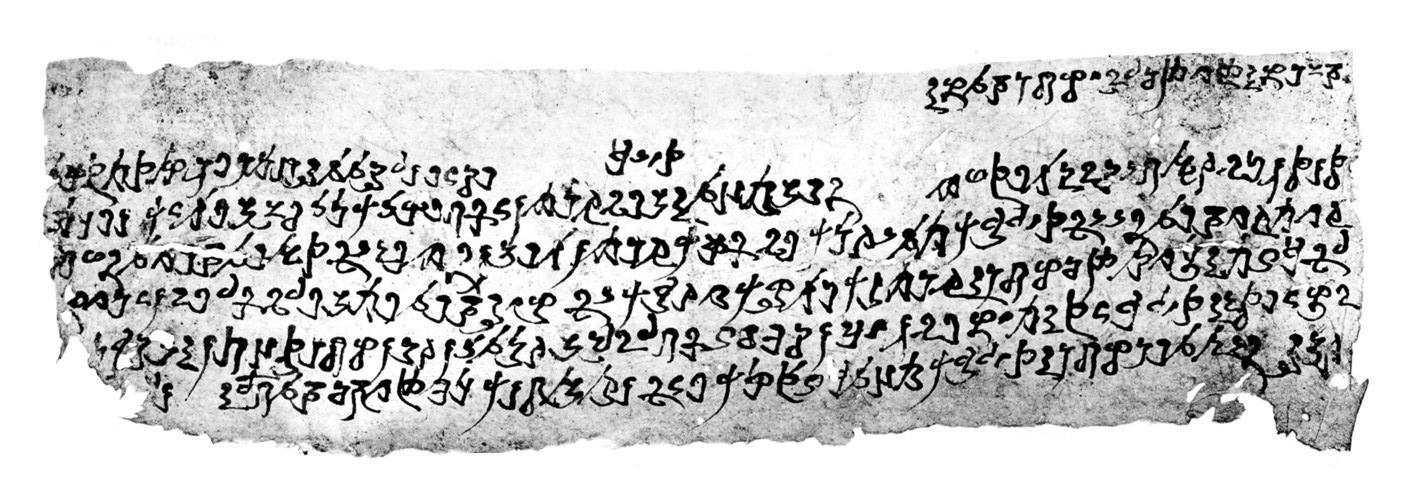
Manuscrito en escritura karosti del reino de Shanshan.

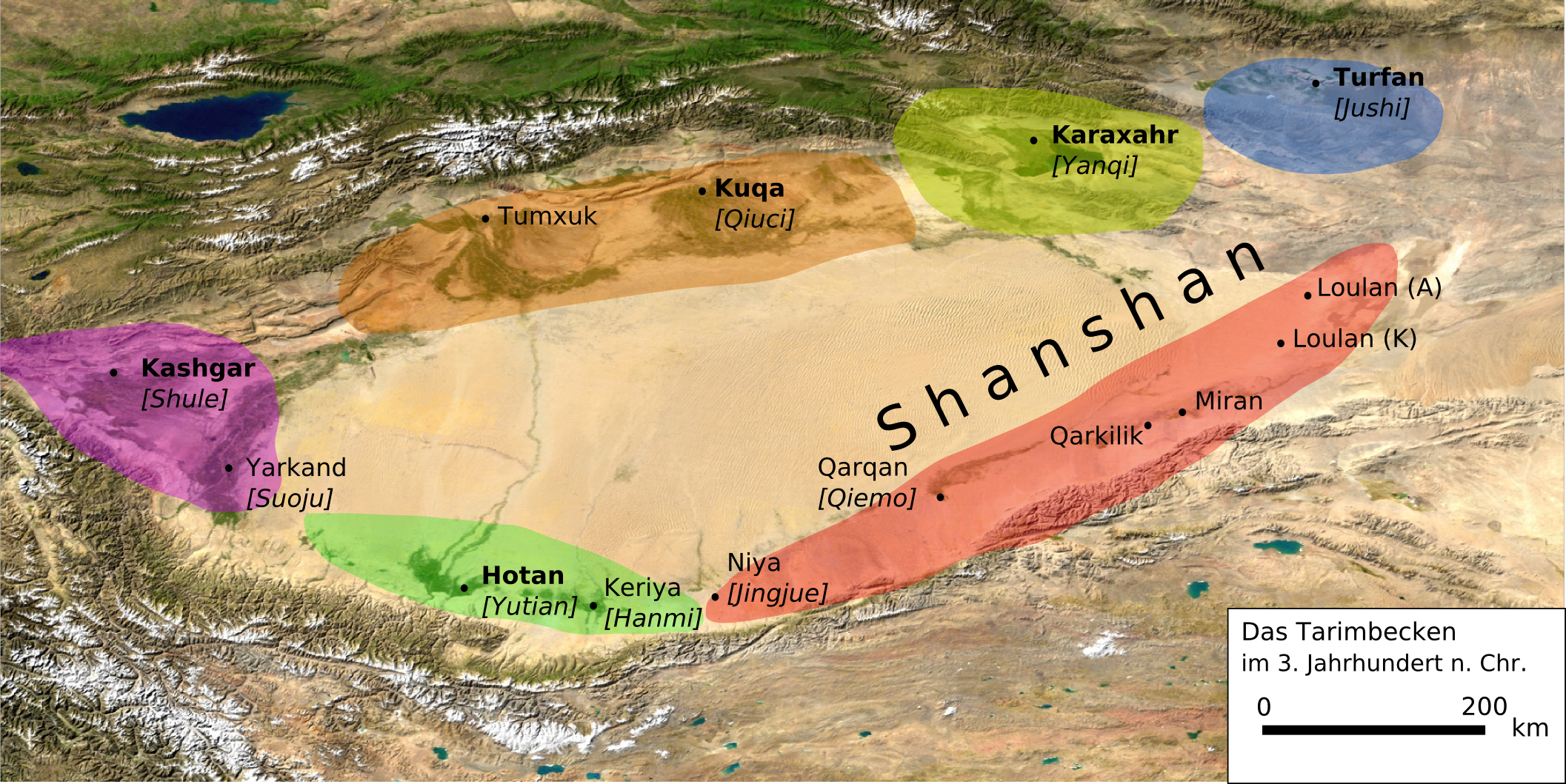
La Cuenca del Tarim en el.

El budismo era sabido por ser frecuente en el reino de Shanshan. Una inscripción en escritura karosti fue encontrada en el sitio arqueológico de Endere, datada originalmente de mediados del siglo III de nuestra era. La inscripción describe al rey de Shanshan como un seguidor del budismo Mahayana. El rey al que esto se refiere era probablemente Aṃgoka, que era el rey más poderoso de Shanshan. Según Richard Salomon, hay muchas razones para creer que el budismo Mahayana era prominente en Shanshan en esa época y gozaba del patrocinio real.
Más evidencia de la adopción oficial del Mahayana en Shanshan se aprecia en una carta inscrita en madera que data de varias décadas después. La carta describe al Gran Cozbo Ṣamasena como alguien que es, «amado por los hombres y los dioses, honrado por los hombres y los dioses, bendecido con un buen nombre, que se ha establecido en el Mahayana».

### Budismo iraní
Partes del Reino indogriego (180 aC - 10 d. C.), y su sucesor, el imperio Kushán (30 - 375), en particular Balj, fueron, y todavía siguen siendo, de habla iraní. El famoso monasterio budista en Balj, conocido como Nava Vihara ("Nuevo Monasterio"), funcionó como el centro del aprendizaje budista de Asia Central durante siglos. Poco después de que el imperio sasánida persa cayó bajo los musulmanes (en el 651), Balj estuvo bajo el dominio musulmán (en el 663), pero el monasterio continuó funcionando durante al menos otro siglo. En el año 715, después de que una insurrección en Balj fue aplastada por el califato Abasí, muchos monjes budistas persas huyeron al este a lo largo de la Ruta de la Seda al Reino de Jotán, que hablaba un idioma iraní oriental relacionado, y más adelante a China. Al-Biruni, un erudito persa y escritor al servicio del imperio gaznávida, informó que a principios del siglo X, los monasterios de Bactriana, incluido el Nava Vihara, todavía funcionaban y estaban decorados con frescos de Buda.

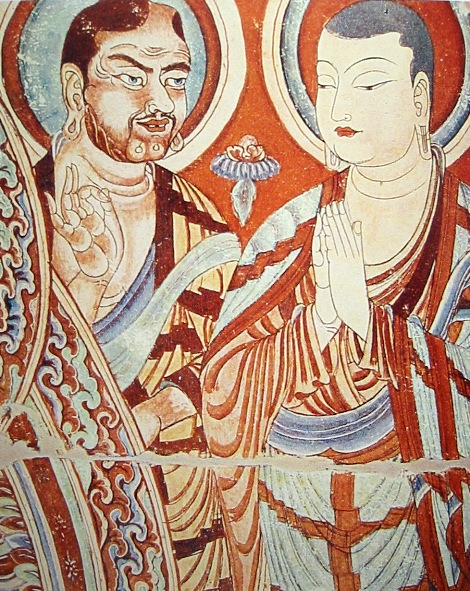
Monje de ojos azules de Asia Central que enseña a un monje asiático oriental, Cuevas de Bezeklik, Turfán, cuenca del Tarim, China, siglo IX; el monje de la derecha es posiblemente tocario, aunque es más probable que sea sogdiano.

Varios monjes budistas iraníes, entre ellos An Shigao y Bodhidharma, desempeñaron un papel clave en la transmisión del budismo por la Ruta de la Seda y en la introducción del budismo en China. An Shigao (chino: 安世高) (c. 148-180), fue el primer traductor conocido de textos budistas indios al chino. Según la leyenda, era un príncipe de Partia, apodado el «Marqués de Partia», que renunció a su derecho al trono real de Partia para servir como monje misionero budista en China. Bodhidharma, el fundador del budismo Chán, que más tarde se convirtió en Zen, y el legendario creador del entrenamiento físico de los monjes del monasterio de Shaolin que condujo a la creación del Shaolin Kung Fu, es descrito como un monje budista de ascendencia iraní en la primera referencia china a él (Yang Xuanzhi, año 547). A través del arte budista, Bodhidharma es representado como un personaje profusamente barbudo y de ojos abiertos, y es referido como «El Bárbaro de Ojos Azules» (碧眼胡:Bìyǎn hú) en textos chinos Chán.
Los administradores hereditarios de Nava Vihara, los iraníes barmáquidas, se convirtieron del budismo al islam después de la conquista del monasterio y se fueron poderosos visires bajo el califato Abasí de Bagdad. El último de los visires de la familia, Jafar ibn Yahya, es protagonista en muchos cuentos de Las mil y una noches. En los cuentos y las tradiciones populares se ha asociado  a Jafar con un conocimiento de la mística, la hechicería y las tradiciones que se encuentran fuera del reino del Islam. Tales tradiciones de misticismo y sincretismo continuaron en Balj, que fue el lugar de nacimiento del poeta persa medieval Yalal ad-Din Muhammad Rumi, fundador de la Orden Mevleví Sufí.

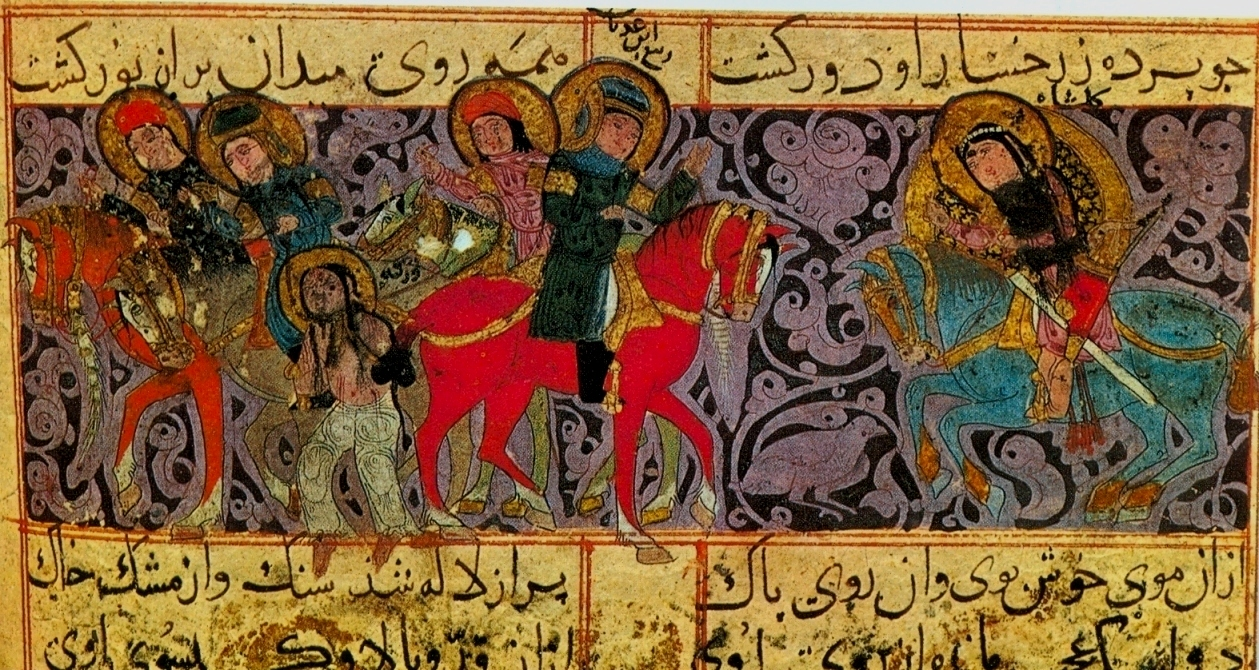
Representación pintada en Varka y Golshah de Ayyuqi.

Las numerosas referencias budistas en la literatura persa del período también proporcionan evidencia del contacto cultural islámico-budista. La poesía persa usaba a menudo el símil de los palacios que eran «tan hermosos como un Nowbahar [Nava Vihara]». Además, en Nava Vihara y Bamiyan, las imágenes de Buda, particularmente de Maitreya, el futuro Buda, tenían 'discos lunares' o halo representados iconográficamente detrás o alrededor de sus cabezas. Esto llevó a la representación poética de la belleza pura como alguien que tiene «la cara en forma de luna de un Buda». Así, los poemas persas del siglo XI, como Varka y Golshah de Ayyuqi, usan la palabra budh con una connotación positiva para «Buda», no con su segundo significado despectivo como «ídolo». Esta connotación positiva implica el ideal de la belleza asexual tanto en hombres como en mujeres. Tales referencias indican que o bien los monasterios budistas y las imágenes estaban presentes en estas zonas culturales iraníes del Gran Irán por lo menos hasta principios del período mongol en el siglo XIII o, como mínimo, que un legado budista permaneció durante siglos entre los budistas conversos al islam.

## Historia posterior
Otros reyes religiosos, como el líder mongol del siglo XVI Altan Khan, invitaron a maestros budistas a su reino y proclamaron el budismo como el credo oficial de la tierra para ayudar a unificar a su pueblo y consolidar su dominio. En el proceso, pueden haber prohibido ciertas prácticas de religiones no budistas, indígenas e incluso perseguido a quienes las seguían, pero estas medidas de mano dura fueron principalmente motivadas políticamente. Estos ambiciosos gobernantes nunca obligaron a sus súbditos a adoptar formas budistas de creencia o culto.
Durante las excavaciones arqueológicas modernas en Corasmia (incluyendo Bazaar-Kala, Gyaur-Kala, Gyaz-Kala), Sogdiana (Tali-barzu, Zohak-i-Maron, Er-Kurgan y otros) y en la vieja ciudad de Termez se descubrió que muchos de los asentamientos y las fortalezas se remontaban principalmente al período Kushán. Sin embargo, el mayor número de vestigios de la cultura budista durante este período se encontró en Provincia de Tahār, en el territorio del moderno Afganistán.

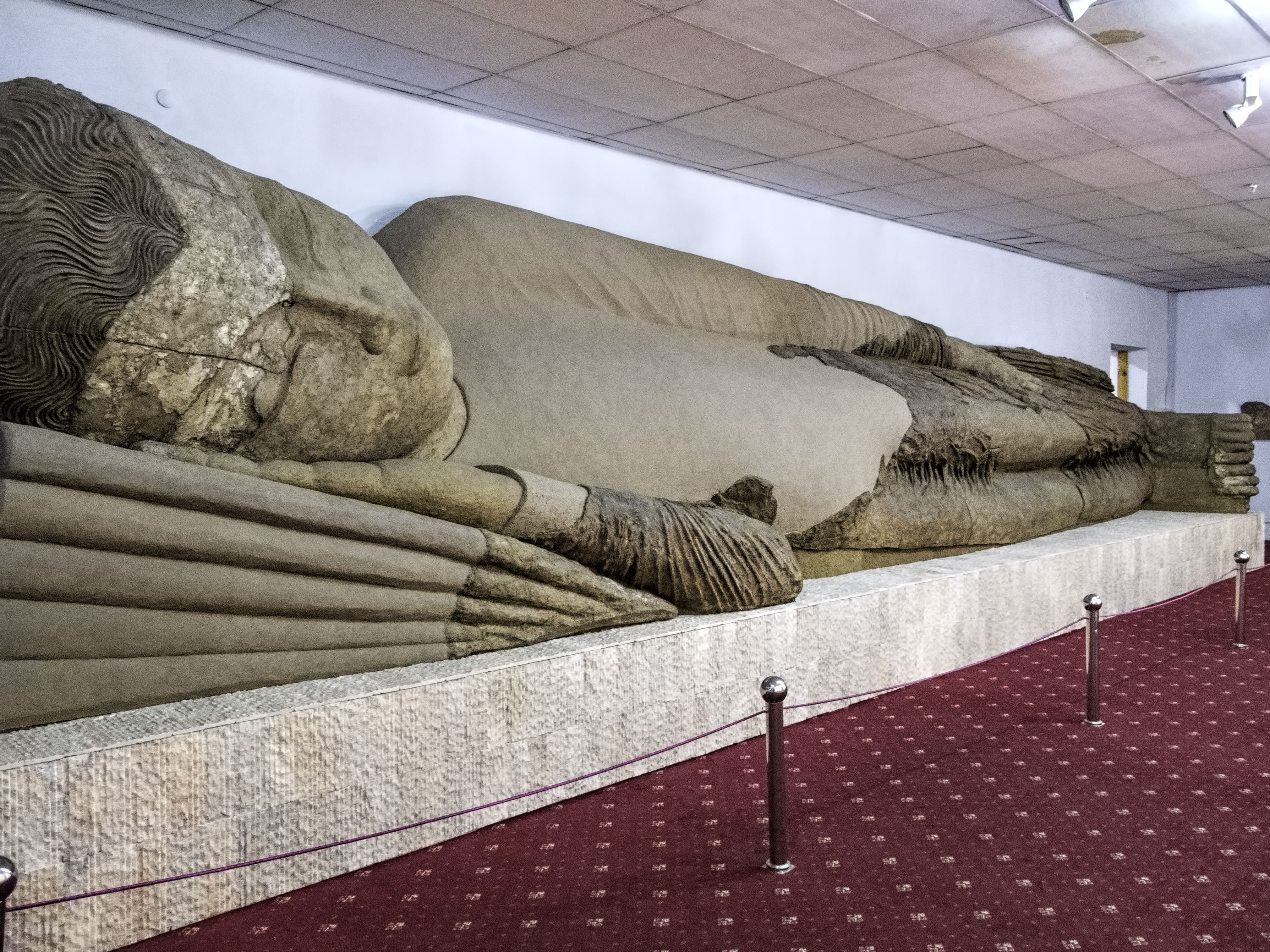
Escultura de Buda reclinado de 12 metros de largo. Siglos VII /VIII. Monasterio de Tajikistán
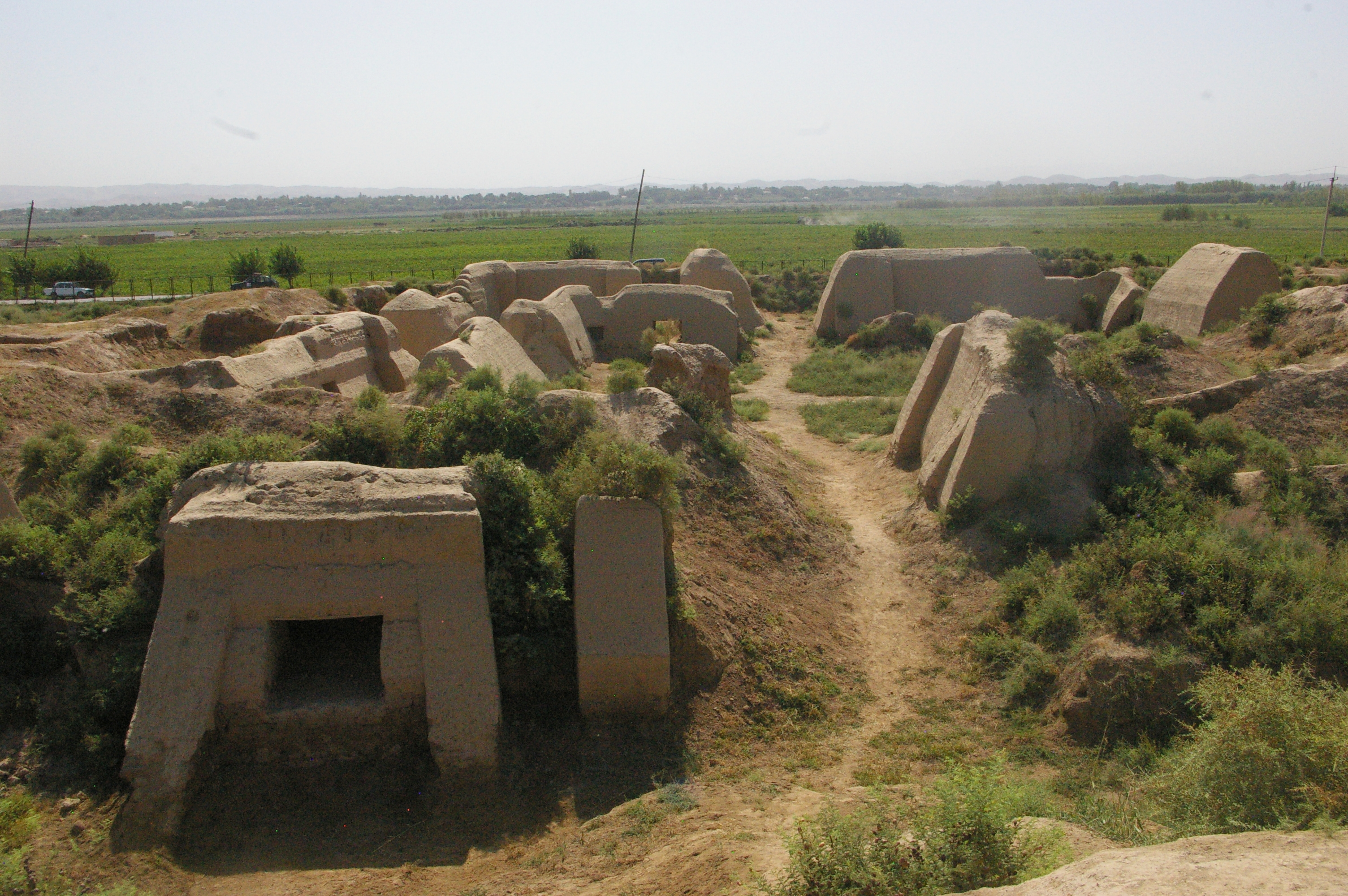
Claustro budista de Ajina-Tepa, cerca de Kurgan-Teppa, Tajikistán
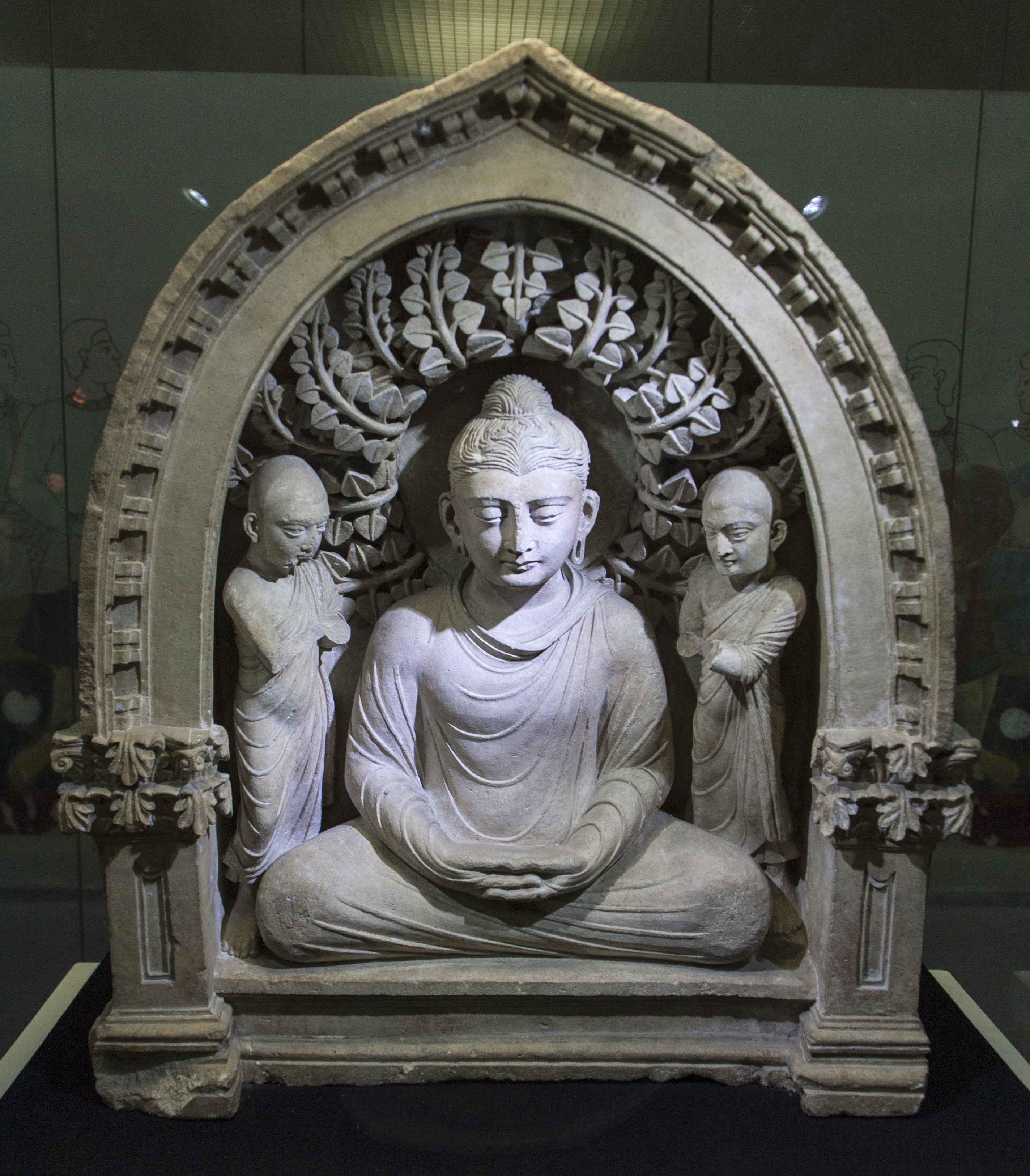
Siglos I/III Fayoz Tepe. Ciudad antigua de Termez, Museo estatal de historia de Uzbekistán
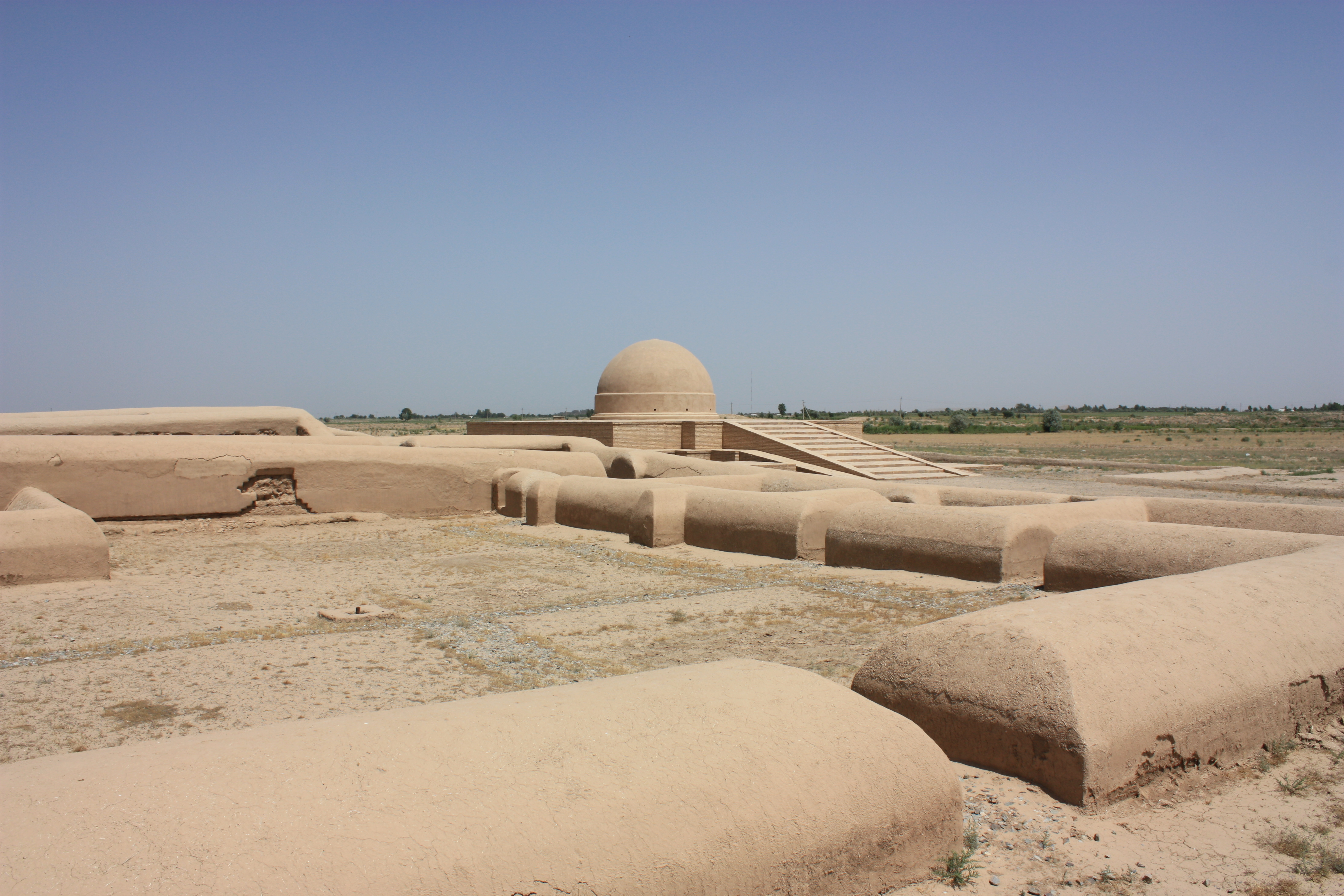
Fayoz Tepe. Termez. Monasterio budista del siglo III, descubierto en 1968.

## Porcentaje budista por países
A continuación se presentan los porcentajes de budistas en algunos de los países de Asia Central de muchas fuentes diferentes:
| Bandera nacional | País         | Población (2007E) | % de budistas | Budistas totales |
| ---------------- | ------------ | ----------------- | ------------- | ---------------- |
|                  | Kazajistán   | 15,422,000        | 0.50%         | 81,843           |
|                  | Kirguistán   | 5,317,000         | 0.35%         | 18,610           |
|                  | Tayikistán   | 7,076,598         | 0.1%          | 7,076            |
|                  | Turkmenistán | 5,097,028         | 0.1%          | 5,097            |
|                  | Uzbekistán   | 27,780,059        | 0.1%          |                  |